# XVIe siècle en Lorraine

Cette page est une liste d'événements qui se sont produits au seizième siècle en Lorraine.

## Éléments de contexte

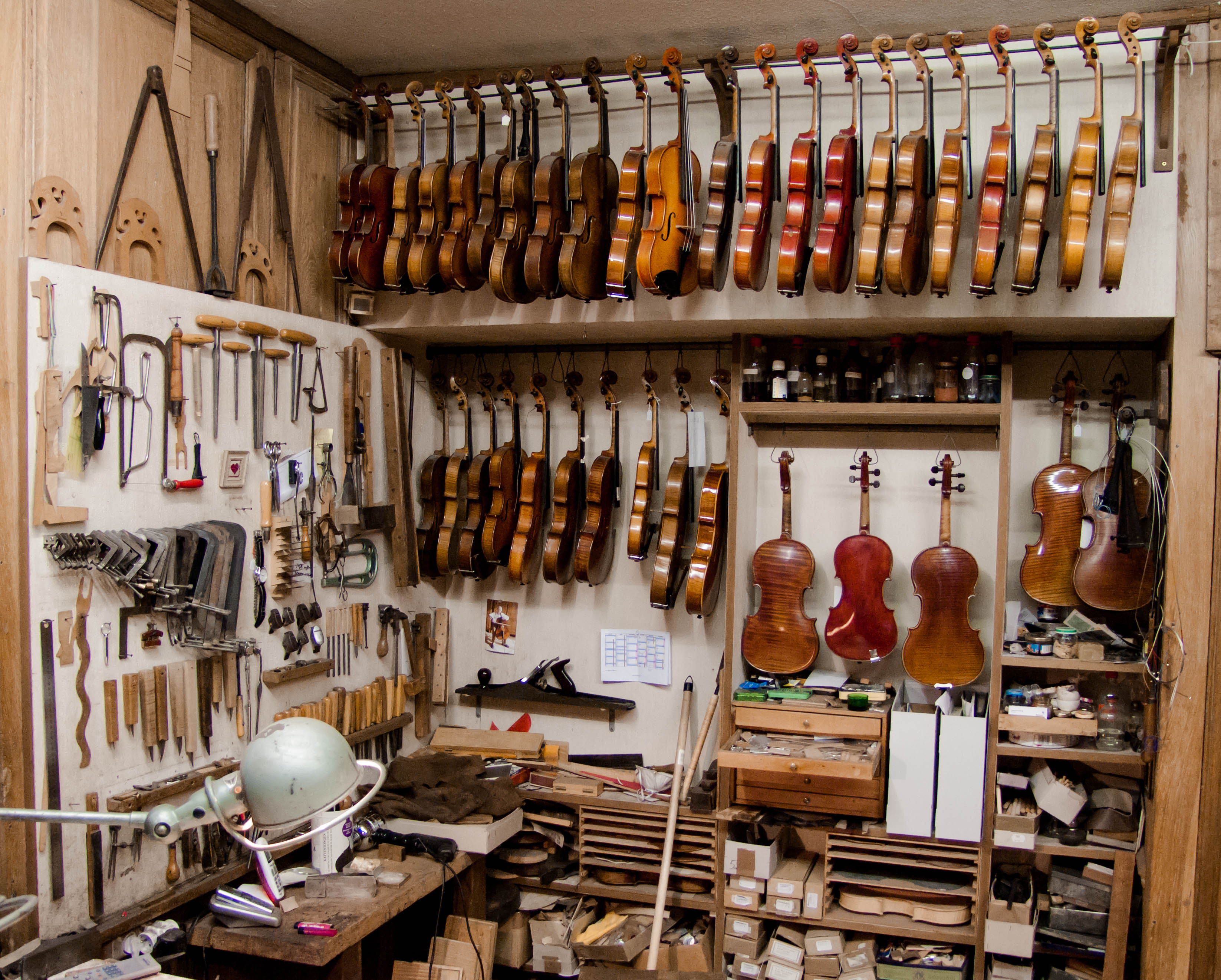
Atelier de Luthier à Mirecourt

- Les ducs de Lorraine prennent possession de toutes les salines de la région[1]
- Le franc barrois est la monnaie de compte du duché de Lorraine. Il se décompose en 12 gros et en 192 deniers (à raison de 16 deniers par gros). Au XVIe siècle, il vaut environ 2/3 de livre tournois.

## Événements

### Années 1500

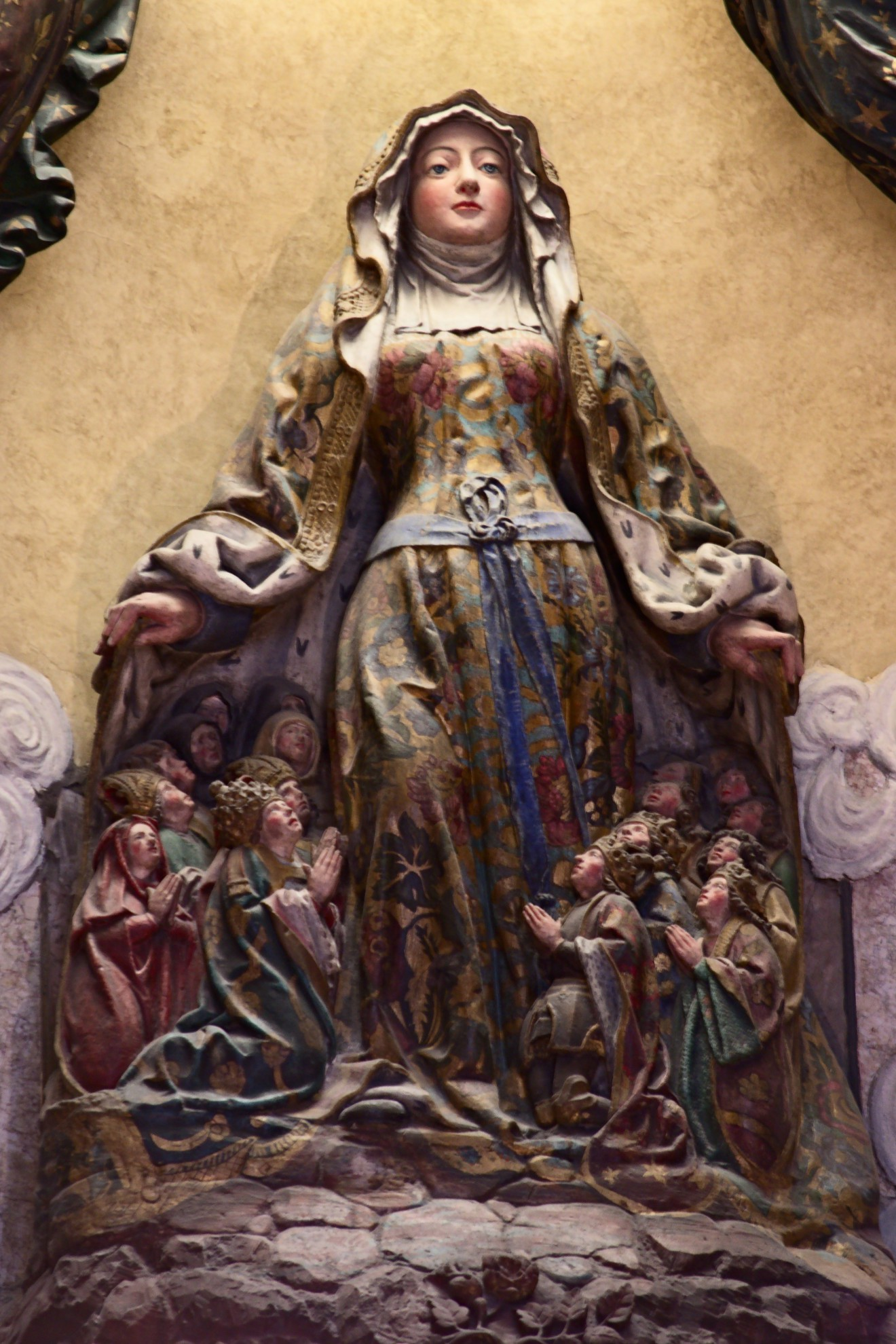
Notre Dame de Bonsecours, par Mansuy Gauvin

- 1502-1512 : à la suite de la défaite de Charles le Téméraire, lors de la bataille de Nancy en 1477, le château des ducs de Lorraine était dans un état de délabrement avancé.Le duc René II ordonna en 1502 la reconstruction du château dans le style de l'époque, à savoir un palais de style Renaissance. Les travaux se poursuivirent jusqu'en 1512, sous le règne du duc Antoine qui est certainement l'instigateur de la porterie comportant sa propre statue équestre.
- 25 avril 1507 : édition de Cosmographiae Introductio, préambule du planisphère de Waldseemüller qui propose pour la première fois le nom « America » pour le nouveau continent[2].
- 1508 : Martin Waldseemüller réalise la première carte du duché de Lorraine[3].

### Années 1510

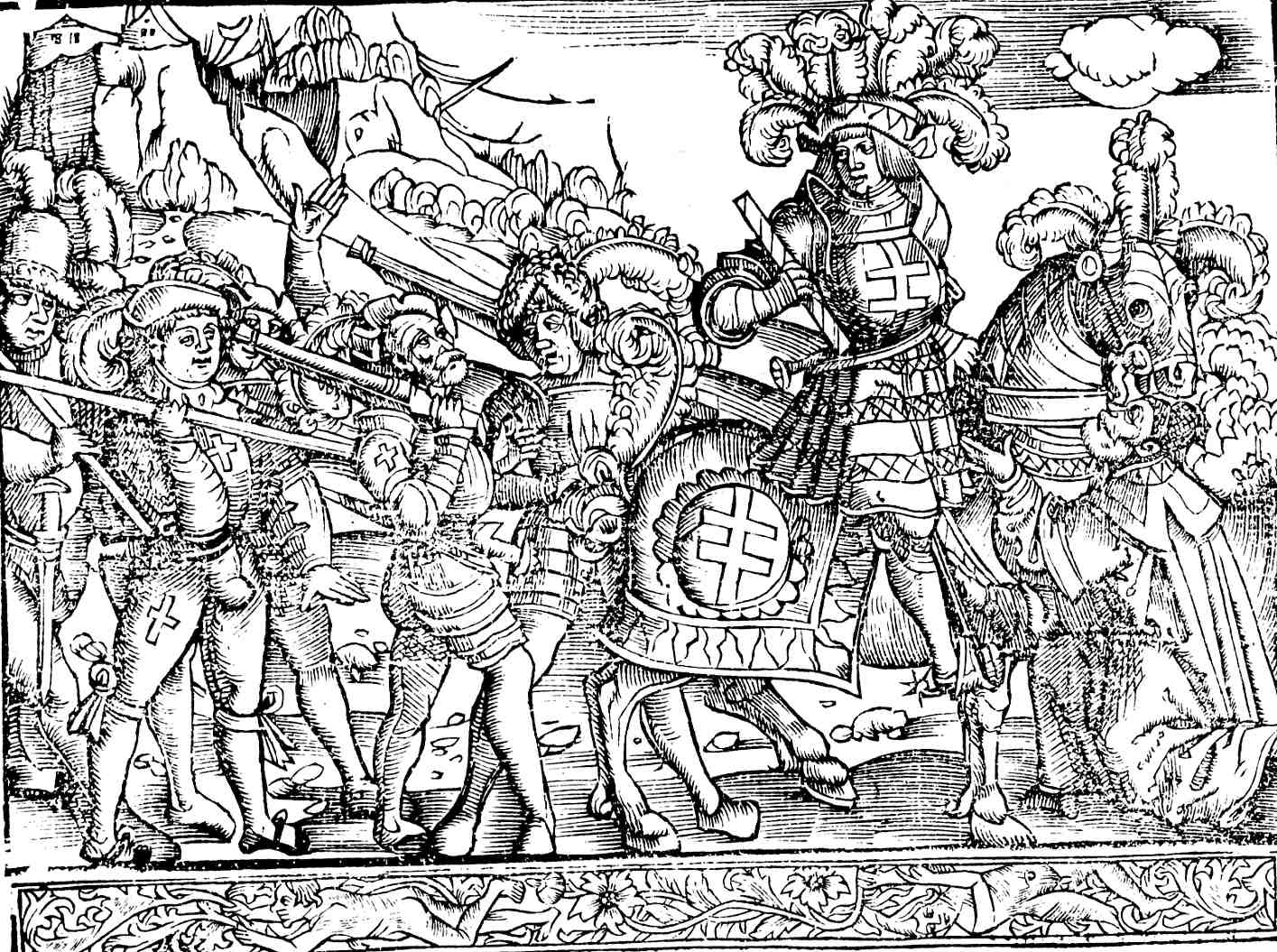
Le duc René II à la tête de ses troupes suisses devant la ville de Saint-Dié (Liber Nanceidos (Pierre de Blarru, 1519)

- 1515 : Antoine le Bon, successeur de René II est blessé à la bataille de Marignan.
- 1518 : le rhingrave Philippe-François ayant adopté la Réforme, sans toutefois obliger la population à suivre ce choix, la principauté de Salm comporte une population de protestants réformés et de catholiques qui cohabitent pacifiquement.

### Années 1520

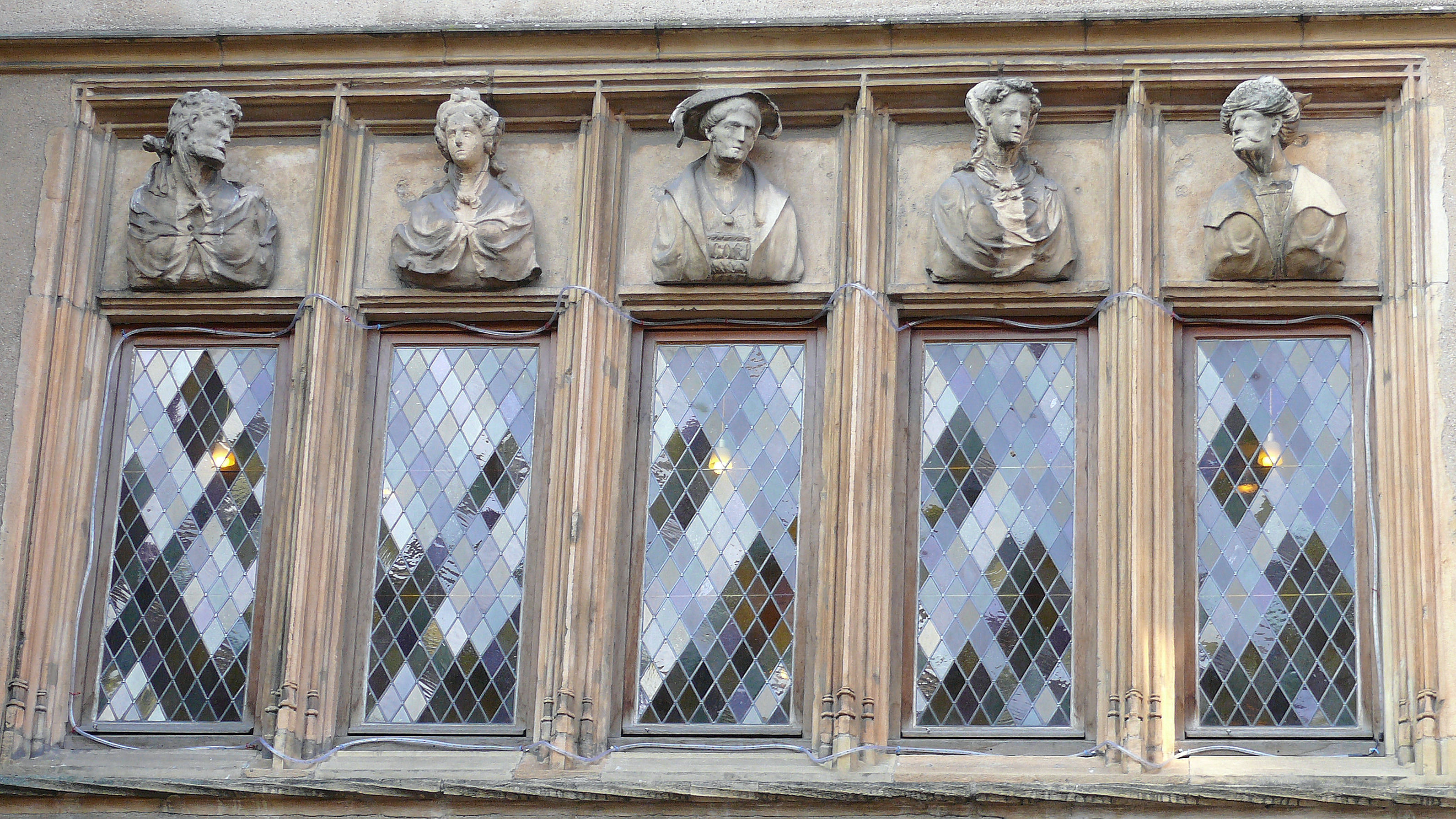
Les cinq « têtes » de la maison des Têtes

- 1524 : Hector de Rochefort d'Ally devient évêque de Toul.
- 1524 à 1526 : guerre des Paysans allemands (en langue allemande : Deutscher Bauernkrieg), conflit qui a eu lieu dans le Saint-Empire romain germanique dans des régions de l’Allemagne du Sud, de la Suisse, de la Lorraine allemande et de l’Alsace. On l’appelle aussi, en allemand, le Soulèvement de l’homme ordinaire (Erhebung des gemeinen Mannes), ou en français la révolte des Rustauds.
- 1525 : Antoine le Bon, vainc les rustauds à Saverne.
- 1528 à 1543 : Jean d'Haussonville, Sénéchal de Lorraine, construit l'Hôtel d'Haussonville à Nancy.
- 1529 : construction de la maison des Têtes de Metz a été construite en 1529[4] par un riche orfèvre, Jean Aubry.

### Années 1540
- 1542, 26 août : Antoine « le Bon » signe avec Charles Quint le traité de Nuremberg[5]. Il obtient que la Lorraine soit reconnue « État libre et non incorporable » par ce traité.

### Années 1550

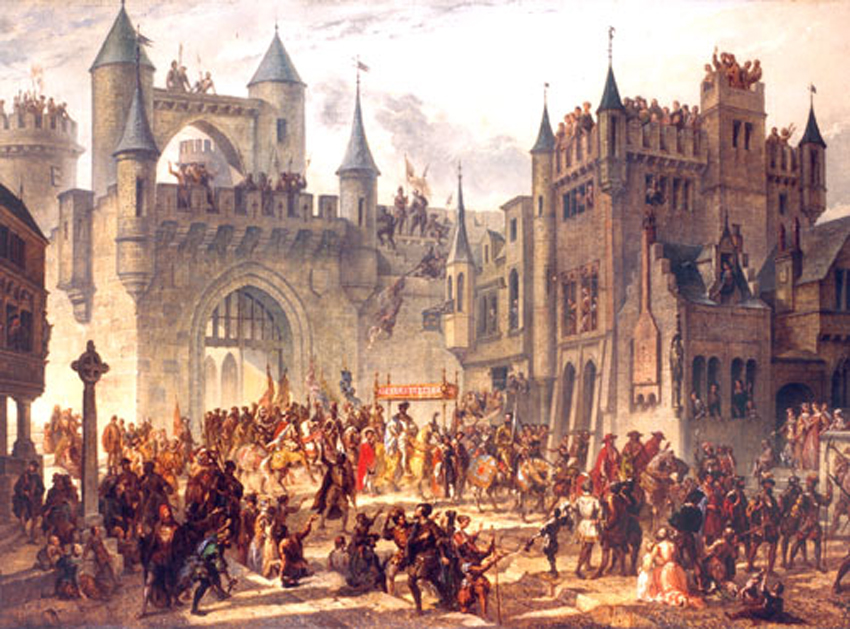
Fin de la République messine. Entrée à Metz d’Henri II (roi de France) le 18 avril 1552. Huile sur toile d’Auguste Migette, vers 1850. Musée de la Cour d'Or.

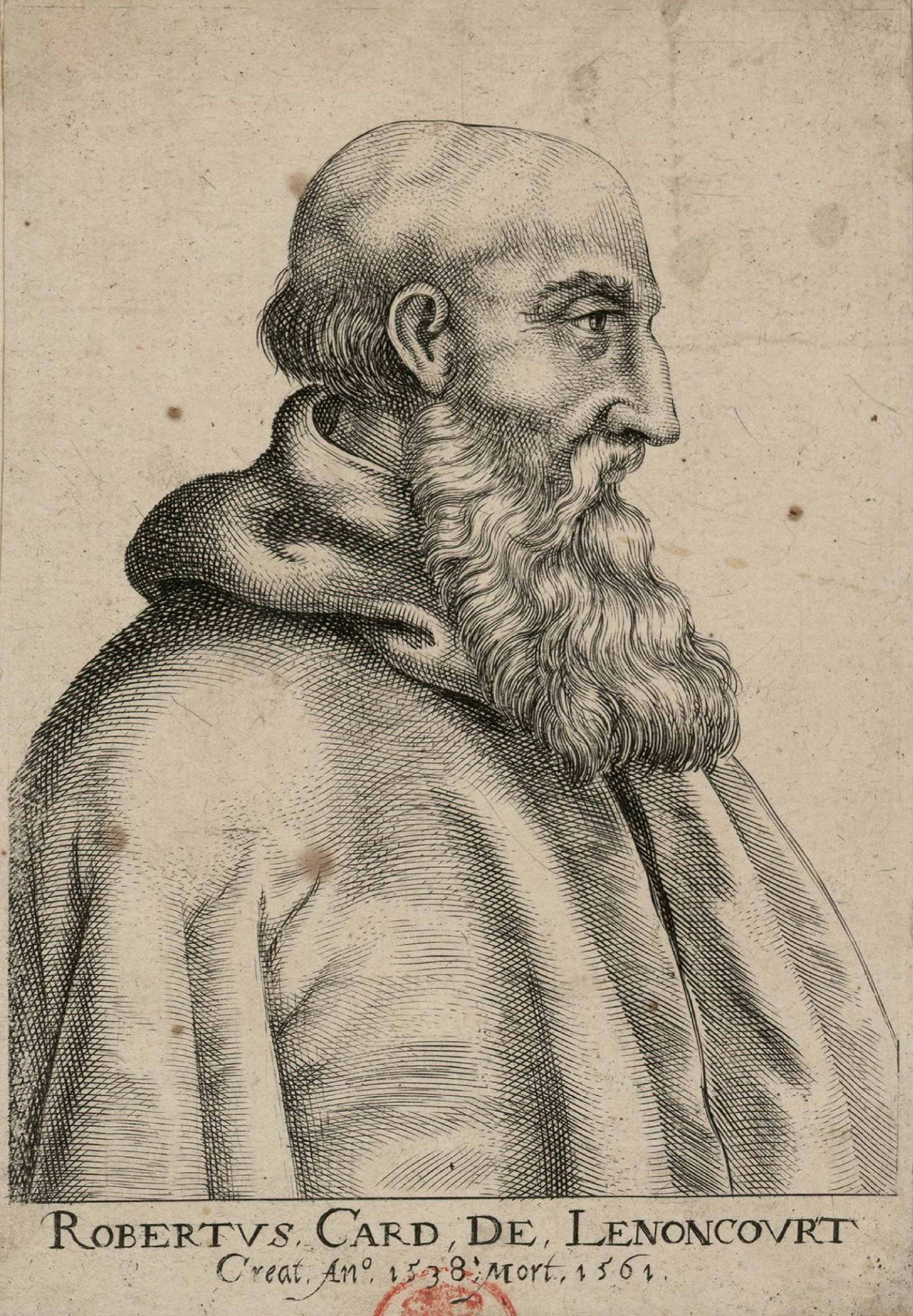
Robert de Lénoncourt

- 1550 : Charles de Lorraine devient évêque de Metz.
- 1551, 22 avril : Robert de Lénoncourt devient évêque de Metz.
- 1552 :
  - le connétable de Montmorency, pour le compte d'Henri II, s'empare de Toul, Metz et Verdun. Henri II de France en profite pour destituer la régente, nièce de Charles Quint, pour laisser seul le Régent qui n'est autre que l'oncle du jeune Charles III.
  - Charles Quint assiège Metz, mais François de Guise assure une défense efficace.
  - Selon la légende, le père Fouettard serait né à Metz en 1552 pendant le siège de la ville par l'armée de Charles Quint. Les habitants de la ville firent une procession avec un mannequin à l'effigie de l'empereur à travers les rues avant de le brûler[6]. Ce mannequin pourrait être à l'origine de la légende[7].
  - Toul, ancienne principauté épiscopale du Saint-Empire romain germanique, passe sous le contrôle de la France, au cours du voyage d'Allemagne.
- 1555 : François de Beaucaire de Péguillon ou François de Beaucaire de Puyguillon (1514-1591) devient évêque de Metz.
- 1558 :
  - création d'une université à Verdun par Nicolas Psaume, évêque. Elle est appelée « Orphanotrophe », puisque des places sont réservées à des orphelins[8].
  - 5 octobre : Louis de Lorraine devient évêque de Metz.
- 1559 : Charles III de Lorraine, âgé de 16 ans épouse Claude de France, fille cadette de Henri II et de Catherine de Médicis qui en a 12, et est à l'occasion déclaré majeur.

### Années 1560
- 1560 : consécration de la basilique de Saint-Nicolas-de-Port[9].
- 1565 : les juifs, dont la présence est attestée du IXe au XIIe siècle, sont de nouveau autorisés à s’installer à Metz en 1565[10].
- 1569 : première mention de la mirabelle qui est mentionnée pour la première fois dans des actes en février 1569, à l'occasion de la visite à Metz du roi Charles IX et de sa mère Catherine de Médicis, les habitants leur offrant des mirabelles confites au sucre[11].

### Années 1570
- 1570 :

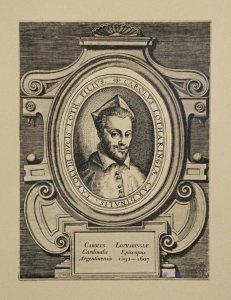
Charles de Lorraine

  - Charles III récupère le comté de Bitche.
  - Charles III accroit ses pouvoirs sur le Barrois mouvant en concluant une transaction avec Charles IX à Boulogne-sur-Seine.
  - Renée de Dinteville, élue abbesse de Remiremont.
- 1572 : le duc de Lorraine Charles III et son cousin, le cardinal Charles de Lorraine fondent une université à Pont-à-Mousson[8]. Université confiée aux jésuites par le pape Grégoire XIII dans la bulle in supereminenti[12].
- 1573 : Marguerite de Valois accompagne son frère le duc d'Anjou, futur Henri III roi de France, jusqu'à Blâmont[13], alors qu'il va prendre possession du trône de Pologne.
- 1574 : achèvement des travaux du Collège Gilles de Trèves à Bar-le-Duc[14].
- 1575 : sous la pression du duc de Lorraine, Nicolas Bousmard remplace Nicolas Psaume, comme évêque de Verdun, malgré l'opposition du chapitre.
- 1576 : grande vague des procès de sorcellerie en Lorraine (jusqu’en 1591).
- 1578 : Charles de Lorraine devient évêque de Metz.

### Années 1580
- 1580 : Barbe de Salm, fille du comte de Salm Jean VIII de Salm est élue abbesse de Remiremont.
- 1586 : fondation de la cristallerie Saint-Louis, manufacture française de cristal. C'est la plus ancienne cristallerie de France. Elle appartient au groupe Hermès. Lors de sa création l'établissement fut édifié à Munsthal, dans le Comté de Bitche, qui dépendait du Duché de Lorraine.
- 1587 :
  - les Réîtres passent en Lorraine;
  - les Lorrains créent à Rome une confrérie indépendante sous le nom de Confraternité de saint Nicolas et de sainte Catherine de la Nation de Lorraine et de Barrois, leur autorisant de fait la possession d'une chapelle en propre au sein de l'église Saint-Louis-des-Français, qui constitua ainsi le premier sanctuaire lorrain de Rome.
- 1588 : la Ligue catholique se réunit dans la Galerie des Cerfs du Palais ducal.

### Années 1590
- 1590 : Charles III de Lorraine agrandit Nancy, créant de toutes pièces la Ville Neuve, quatre fois plus grande en superficie que la ville-vieille, mais il échoue à faire installer un évêché à Nancy, la France, maîtresse des Trois Évêchés (Metz Toul et Verdun), refusant l'indépendance spirituelle (et politique) des duchés Lorrains.
- 1591 : Briey est ravagée par les protestants.
- 1593, 14 mars : baptême de Georges de La Tour à Vic-sur-Seille.
- 1596 : Hieronimo Citoni crée la ville neuve de Nancy[15].
- 1598 : création de la foire de Poussay, foire agricole annuelle se déroulant encore au XXIe siècle sur la commune de Poussay dans les Vosges. On fait remonter traditionnellement son origine à une ordonnance de 1598 signée du duc Charles III de Lorraine, bien que l'existence d'une foire à Poussay soit attestée auparavant[16].
- 1599 : Henri II épouse Catherine de Bourbon, sœur de Henri IV de France pour sceller le traité de Saint-Germain-en-Laye.

## Naissances

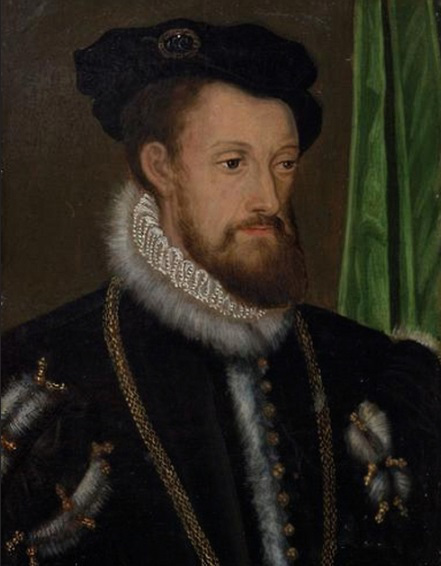
François Ier de Lorraine

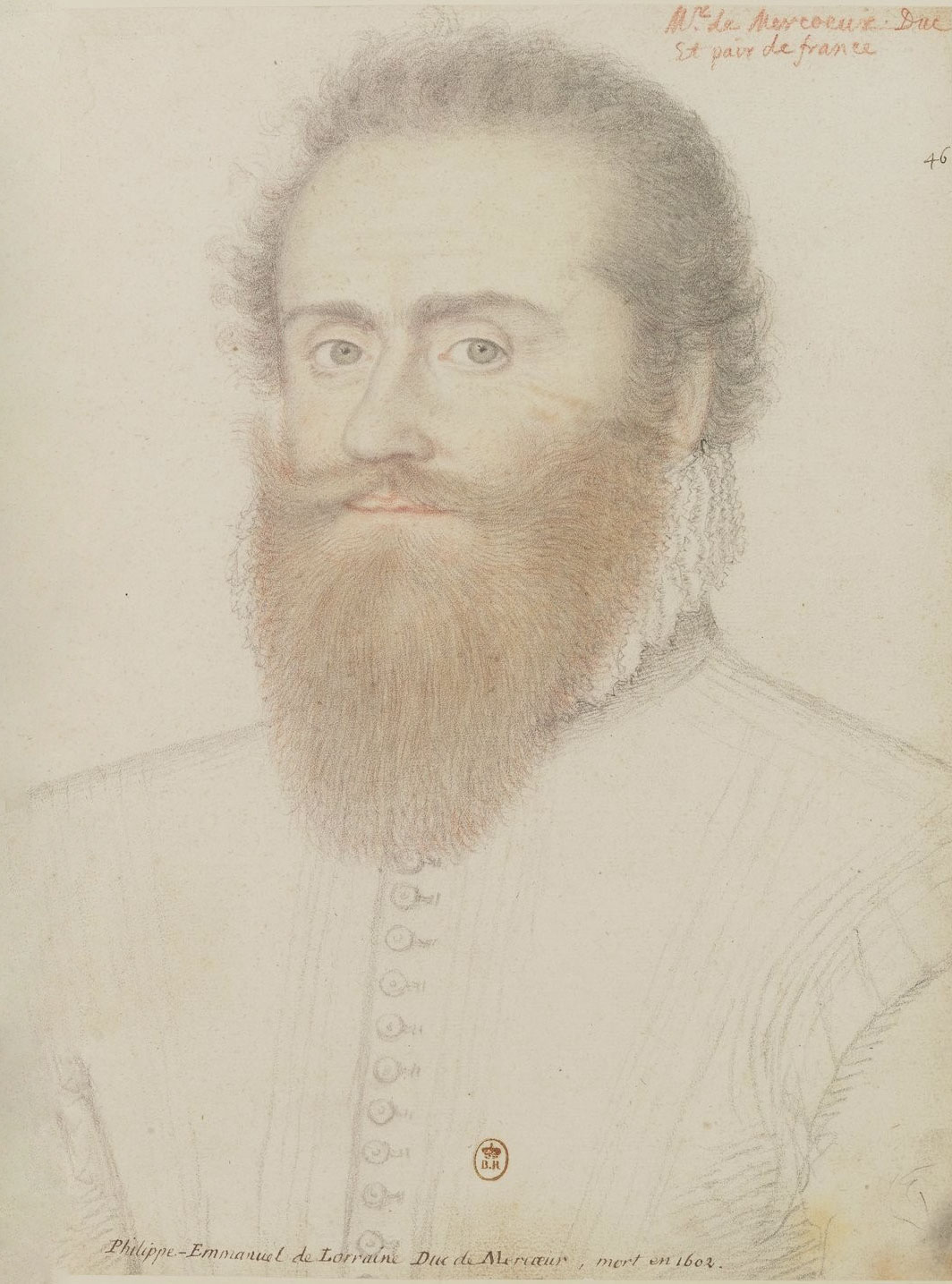
Philippe-Emmanuel de Lorraine

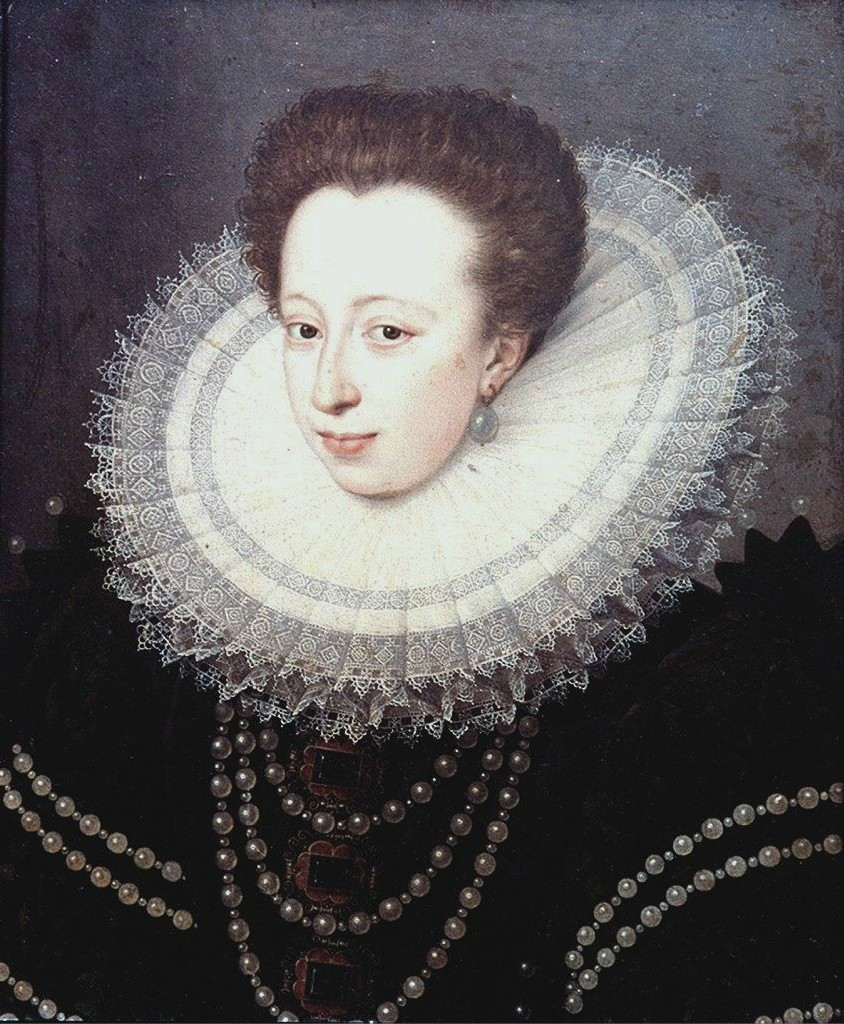
Christine de Lorraine

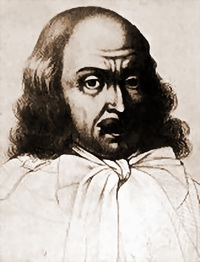
Franz von Mercy

- 1510 en Lorraine : Robert de Lenoncourt, dit le Bon Robert, mort le 2 février 1561, ecclésiastique.
- 1512 à Xivry-le-Franc : Nicolas Bousmard, mort le 10 avril 1584 à Verdun, prélat français.
- 1517, 23 août à Nancy : François Ier, duc de Lorraine et de Bar, mort à Remiremont le 12 juin 1545.
- 1528 à Metz dans les Trois-Évêchés : Anuce Foës, en latin Anutius Foësius (décédé à Metz en 1595), humaniste, helléniste et philologue français[17].
- Vers 1530 à Nancy : Pierre Leclerc du Vivier (décédé en 1598), conseiller et surintendant des finances du cardinal Charles de Lorraine (1567-1607) et du duc Philippe-Emmanuel de Lorraine (1558-1602).
- 1543, 18 février à Nancy : Charles III de Lorraine (décédé à Nancy, 14 mai 1608), duc de Lorraine et de Bar.
- 1544, 20 avril à Nancy : Renée de Lorraine, morte le 22 mai 1602 à Munich, fille du Duc François Ier de Lorraine et de Christine de Danemark.
- 1558, 9 septembre à Nomeny : Philippe-Emmanuel de Lorraine, duc de Mercœur et de Penthièvre, marquis de Nomeny, baron d'Ancenis, gouverneur de Bretagne, mort à Nuremberg le 19 février 1602.
- 1560, à Toul : Alphonse de Rambervillers est un poète mystique lorrain.
- 1563, 8 novembre à Nancy : Henri II de Lorraine dit le Bon (en allemand Heinrich II. der Gute), mort à Nancy le 31 juillet 1624, marquis de Pont-à-Mousson, puis duc de Lorraine et de Bar de 1608 à 1624.
- 1565 :
  - 16 août à Nancy : Christine de Lorraine (morte le 19 décembre 1637 à Florence), épouse de Ferdinand Ier de Médicis.
  - 30 novembre, à Mirecourt : Saint Pierre Fourier, mort le 9 décembre 1640 à Gray (France), est un prêtre catholique et religieux augustin lorrain.
- 1567, 1er juillet à Nancy : Charles de Lorraine, mort à Nancy le 24 novembre 1607, prince de la maison de Lorraine et ecclésiastique.
- 1570, 31 juillet à Nancy : Henri de Lorraine, mort à Vienne le 26 novembre 1600, fut comte de Chaligny et marquis de Moy.
- 1572, 27 février à Nancy : François II, duc de Lorraine et de Bar, mort le 14 octobre 1632.
- 1573, 3 novembre : Catherine de Lorraine.
- 1574, 9 octobre à Nancy : Élisabeth de Lorraine, morte à Braunau am Inn le 4 janvier 1635, épouse du duc Maximilien Ier de Bavière.
- 1575 à Nancy : Georges Lallemant, ou Lallemand, (né à Nancy vers 1575 - mort à Paris en 1636), peintre.
- 1576, 14 mars à Nancy : Éric de Lorraine-Chaligny, mort à Nancy le 27 avril 1623, évêque de Verdun de 1593 à 1611.
- 1580 :
  - à Nancy : Antoine Chaligny, mort le 14 octobre 1651 à Paris, est un fondeur lorrain.
  - à Vittel (vers 1580) : Claude Bassot, peintre lorrain mort probablement dans le sud de la Lorraine à une date inconnue peut-être vers 1635.
- 1586 :
  - Août à Nancy : Jean Le Clerc (mort à Nancy le 20 octobre 1633), peintre d'histoire baroque caravagesque rattaché à l'école de Lorraine.
  - Jean L'Hoste, mathématicien, ingénieur, conseiller de guerre et intendant des fortifications du duc de Lorraine. Mort dans la même ville le 8 avril 1631.
- 1588 à Nancy : Claude Deruet, mort le 20 octobre 1660 à Nancy, peintre lorrain issu du maniérisme tardif.
- 1589 :
  - à Metz : Samuel Duclos (décès à Metz, 1654), médecin huguenot français[18].
  - à Xaronval : Nicolas Abram (décédé en 1655 à Pont-à-Mousson), jésuite lorrain, philologue et historien, professeur de belles-lettres et d'Écriture sainte.
- 1590 :
  - à Longwy : Franz von Mercy (Mort à Alerheim, 3 août 1645), officier général du Saint-Empire.
  - à Metz : Didier Barra (décédé en 1656 à Naples), peintre lorrain du XVIIe siècle.
  - à Nancy : Israël Henriet, mort en 1661, est un dessinateur, graveur et marchand d'estampes lorrain, naturalisé français.
- 1591 :
  - Siméon Drouin (ou Simon Drouin ; Simone ou Simeone Droino en Italien), né en Lorraine à la fin du XVIe siècle (peut-être en 1591)[19] et mort à Nancy vers la fin de l'année 1651[20], est un sculpteur.
  - 24 février à Metz : Paul Ferry, pasteur protestant et théologien français[21].
- 1592, à Nancy : Jacques Callot[22] et mort à Nancy le 24 mars 1635[23], dessinateur et graveur lorrain.
- Vers 1593 à Metz : François de Nomé (décédé après 1623, probablement à Naples), peintre lorrain[24]

- 1597 à Nancy : Charles Mellin, né vers 1597 à Nancy, mort le 21 septembre 1649 à Rome, peintre.
- 1598 à Mirecourt : Jean Parisot, chirurgien.
- 1599, 11 octobre à Metz : Abraham Fabert, mort à Sedan le 17 mai 1662, homme de guerre français.
- Vers 1600 à Chamagne : Claude Gellée, dit « le Lorrain » (Chamagne, v. 1600 - Rome, 23 novembre 1682), est un peintre lorrain.

## Décès
- 1508

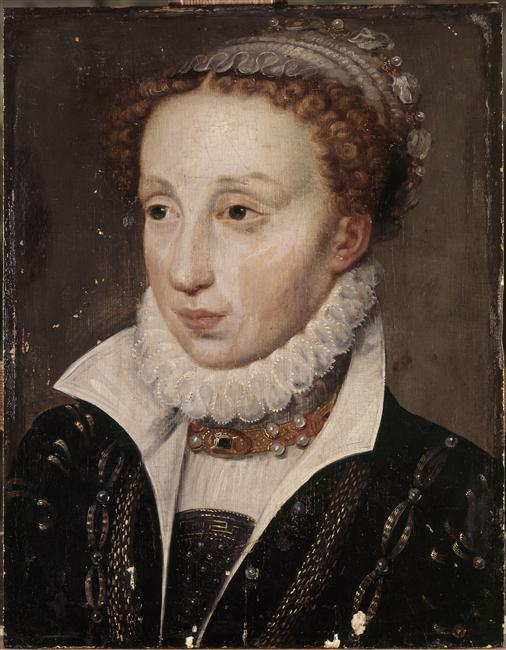
Claude de France

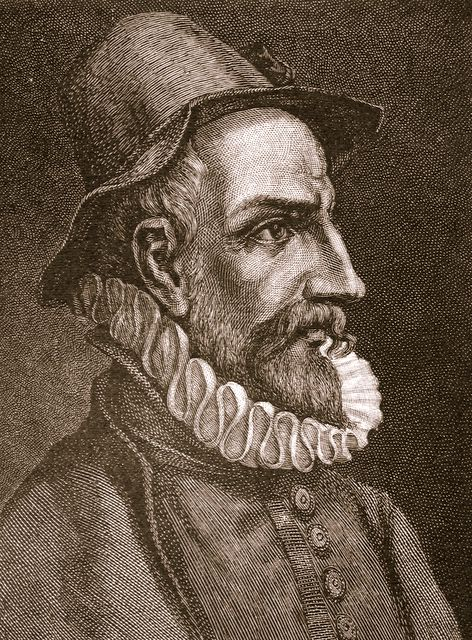
Johann fischart

  - Georges Trubert, peintre enlumineur.
  - René II.
- 1510 à Nancy : Mengin Le Clerc, important négociant.
- 1514 : Jean Raulin (Né à Toul en 1443), prédicateur français.
- 1532, 1er mars à Nancy : Hector de Rochefort d'Ally, évêque de Toul.
- 1541, août : Valentin Bousch, né à la fin du XVe siècle à Strasbourg, maître verrier et peintre sur vitraux.
- 1545, 12 juin à Remiremont : François Ier, duc de Lorraine et de Bar, fils d'Antoine, duc de Lorraine et de Bar, et de Renée de Bourbon-Montpensier, né à Nancy le 23 août 1517, régna pendant 363 jours de 1544 à 1545.
- 1552, 20 octobre à Metz : René Ier de Rohan, né en 1516, 18e vicomte de Rohan, vicomte puis prince de Léon, marquis de Blain, comte de Porhoët.
- 1575 à Nancy : Claude de France (Fontainebleau, 1547 - Nancy, 1575) , princesse de la maison royale de France .
- 1584 à Verdun : Nicolas Bousmard, né en 1512 à Xivry-le-Franc, prélat français, évêque de Verdun au XVIe siècle.
- 1591 à Forbach : Johann (Jean) Fischart, écrivain de langue allemande probablement né à Strasbourg, Saint-Empire romain germanique, en 1546.
- 1593 à Verdun : Nicolas Boucher, né le 15 novembre 1528 à Cernay-en-Dormois, prélat français, évêque de Verdun au XVIe siècle.
- 1595 à Metz : Anuce Foës, en latin Anutius Foësius (né à Metz en 1528), humaniste, helléniste et philologue français[17].